# سیل ۲۰۲۱ هنان
سیل ۲۰۲۱ هنان سیلی است که استان هنان چین بین روزهای ۱۷ تا ۳۱ ژوئیه ۲۰۲۱، به علت بارش شدید باران گرفتار آن شد. در ۲۰ ژوئیه، ژنگژو مرکز استان بارش بارانی بالغ بر ۲۰۱٫۹ میلی‌متر (۷٫۹۵ اینچ) را در مدت یک ساعت ثبت کرد که بالاترین رقم ثبت شده از شروع اندازه‌گیری‌ها در سال ۱۹۵۱ بود.  در روز ۲ اوت ۲۰۲۱، مسئولان استان اعلام کردند که بر اثر سیل ۳۰۲ نفر (۲۹۲ نفر در ژنگژو) کشته شده و بیش از ۵۰ نفر مفقود شده‌اند. بعد، بررسی‌ها عیان کرد که مقامات استان از روی عمد، تعداد کشته شدگان را کم اعلام کرده بودند، تعداد کشته شدگان واقعی به ۳۹۸ نفر رسید. سیل باعث تخلیه ۸۱۵٬۰۰۰ نفر از مردم و خسارت به ۱۴٫۵ میلیون نفر در تمام استان گردید.

## یادداشت
1. ↑  In the source, the used expression 死亡失踪 means that the "398" toll refers to the total number of both the fatalities and the missing instead of clarifying the exact number of the missing people separately
2. ↑  ۲۰۱٫۹ میلیمتر (۷٫۹۵ اینچ) is a new hourly rainfall record in Zhengzhou since measurements were established.[۶] Many media outlets claimed the figure as being the highest in the country's history,[۷][۸] although the claim is disputed as Xiachen (下陈), Henan recorded ۲۱۸٫۱ میلیمتر (۸٫۵۹ اینچ) of rainfall during 1975[۹][۱۰] while Dashicao (大石槽), Shaanxi recorded ۲۵۲ میلیمتر (۹٫۹ اینچ) of rainfall on 20 June 1981.[۱۱]الگو:Synthesis inline